# Hanspeter Fischer

Hanspeter Fischer (1984)

Hanspeter Fischer (* 3. Juli 1930 in Aarau; † 4. Juli 2009 in Frauenfeld, heimatberechtigt in Meisterschwanden) war ein Schweizer Politiker (BGB/SVP).

## Biografie
Hanspeter Fischer, der Sohn eines Landwirts, studierte ab 1950 Agrarwissenschaften an der ETH Zürich und schloss 1955 mit dem Diplom ab. 1956/57 war er wissenschaftlicher Mitarbeiter zunächst des Schweizerischen Bauernverbands in Brugg und von 1957 bis 1960 des Instituts für landwirtschaftliche Betriebslehre und Landarbeitstechnik der ETH Zürich. 1955 trat er der Bauern-, Gewerbe- und Bürgerpartei bei (die 1971 in der Schweizerischen Volkspartei aufging). Von 1960 bis 1975 war er Sekretär des Bauernverbands des Kantons Thurgau sowie von 1962 bis 1975 Mitglied des Thurgauer Grossen Rates. 1963 wurde er in den Nationalrat gewählt und war damit mit einem Alter von 33 Jahren jüngstes Mitglied. Er war Vorsitzender der SVP-Fraktion. Er verblieb bis 1983 im Nationalrat, 1979/80 war er Nationalratspräsident. Von 1975 bis 1994 war Fischer Regierungsrat des Kantons Thurgau und stand der Volkswirtschaftsdirektion vor. 1994 trat er aus gesundheitlichen Gründen zurück.
Fischer engagierte sich vor allem für die Landwirtschaft und für die Thurgauer Wirtschaft.